# Bardejów-Zdrój
Bardejów-Zdrój (słow. Bardejovské Kúpele; węg. Bártfafürdő, niem. Bad Bartfeld) – uzdrowisko na Słowacji, w powiecie Bardejów, w kraju preszowskim, wchodzi w skład miasta Bardejów i jest położone kilka kilometrów na północ od jego centrum. Jest usytuowane u podnóża masywu Magury.

## Historia
Pierwsza wzmianka o bardejowskich źródłach pochodzi z 1247 r. W dokumencie tym, którego kopia znajduje się w bardejowskim Archiwum Powiatowym, król Bela IV rozstrzyga spory, zaistniałe między niemieckimi osadnikami z Preszowa a bardejowskimi cystersami. Z roku 1505 mamy informację, że za kąpiel w źródłach pobierane były opłaty, co może świadczyć o tym, iż istniały tam już wówczas jakieś urządzenia kąpielowe. W końcu XVII w. miasto wybudowało przy źródłach gospodę. W następnym stuleciu uzdrowisko posiadało już łazienki kąpielowe z metalowymi wannami i było odwiedzane prawie przez cały rok. Najczęstszymi gośćmi - oprócz bardejowskich mieszczan - była polska i węgierska szlachta.
Uzdrowisko słynęło z odwiedzin wysoko urodzonych gości, takich jak chociażby książę Adam Czartoryski i hrabia Ignacy Potocki. W 1783 r. przebywał w nim austriacki cesarz Józef II. W 1809 r. kurowała się tu córka cesarza Austrii Franciszka II, Maria Ludwika, późniejsza druga żona cesarza Napoleona Bonaparte. W 1821 r. zatrzymał się tu na kurację rosyjski car Aleksander I. W miesiącach letnich kompozytor Béla Kéler często przebywał w uzdrowisku. Od 1850 r. do śmierci (1882 r.) posiadał tu dom.

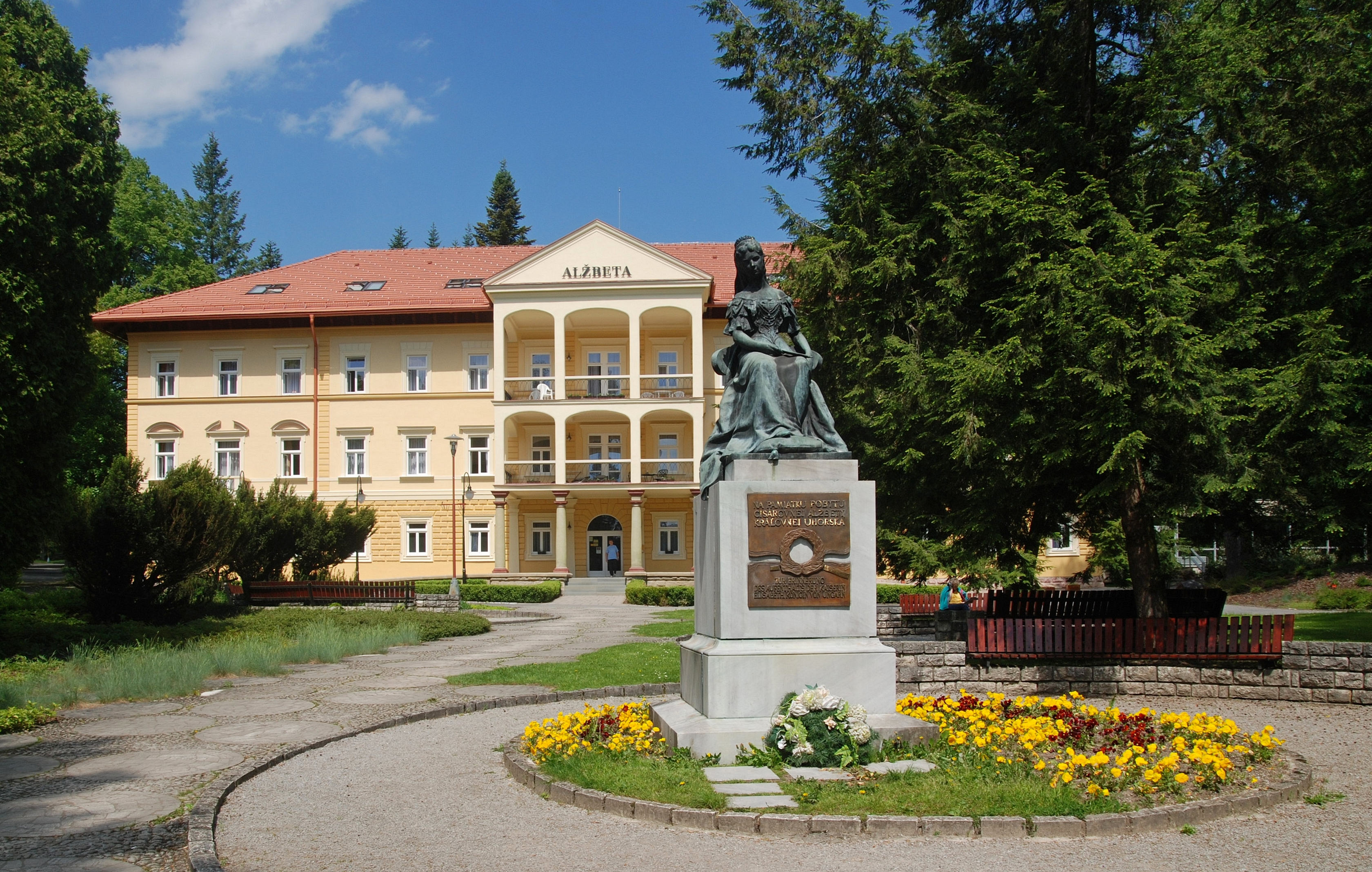
"Alžbeta" i pomnik Elżbiety Bawarskiej
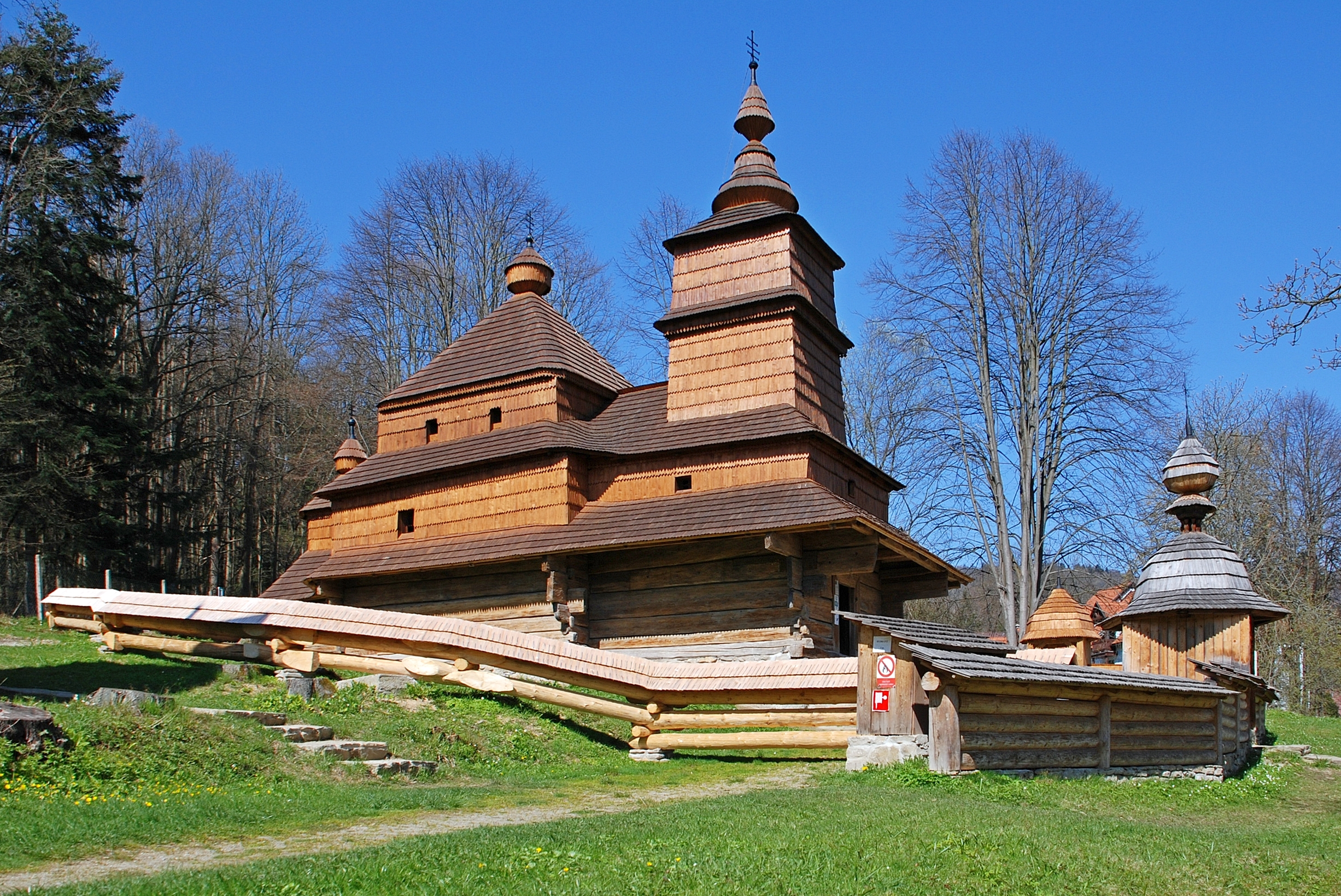
Cerkiew ze Zboja na terenie skansenu
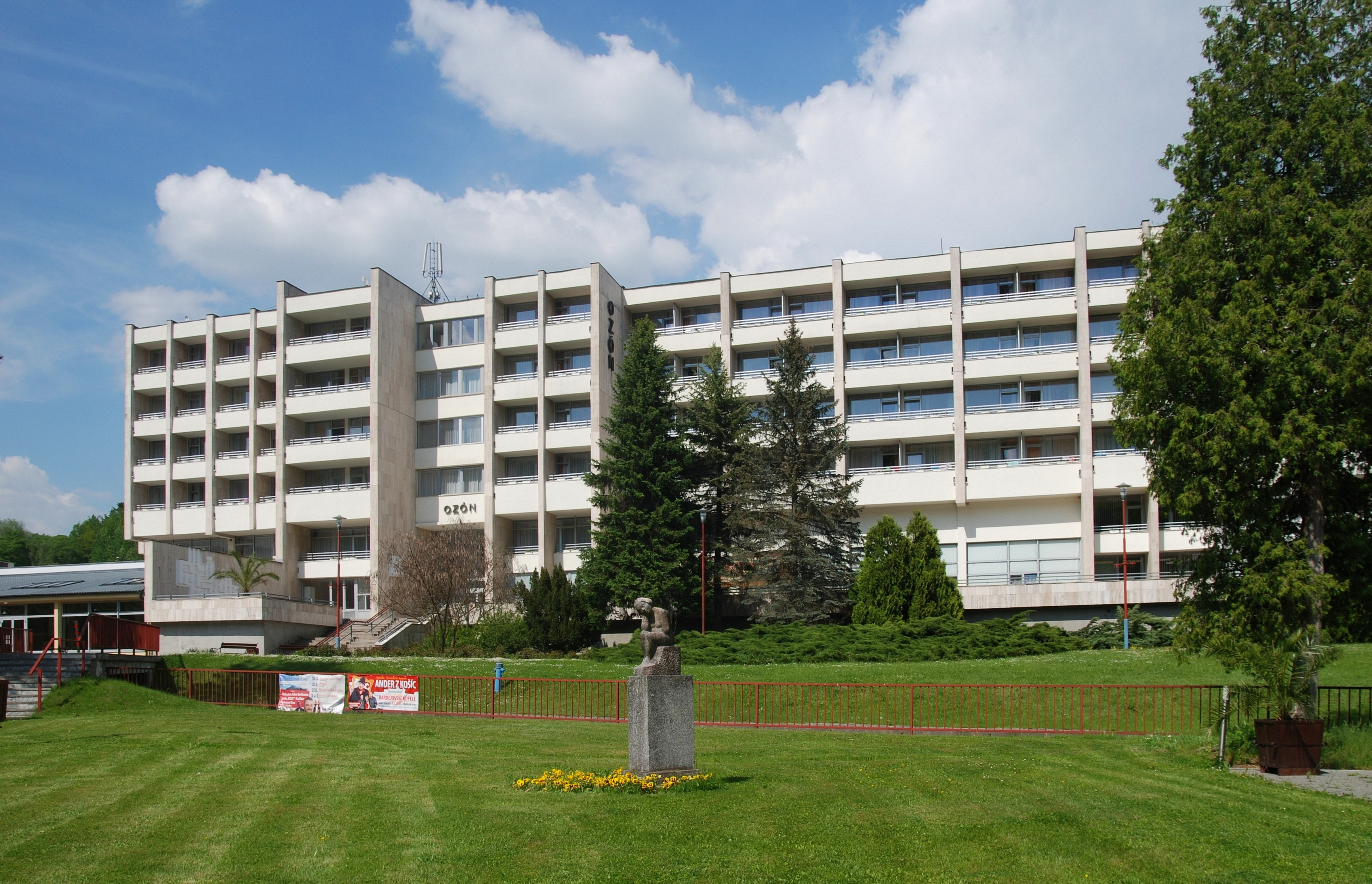
"Ozon"

W 1887 r. Michał Zieleniewski tak opisywał bardejowski zdrój: "(...) zakład zdrojowo-kąpielny, o 3 kilom. od miasteczka odległy, r. 1795 założony, dawniej licznie przez Polaków odwiedzany, a wielkiémi względami X-cia A. Czartoryskiego Generała ziem podolskich, mającego tu swą własną willę, przez długi czas chojnie zaszczycany. Tutejszy zakład ma 7 zdrojów szczawy alkaliczno żelazistéj, z tych 3 służą do wewnętrznego użycia na miejscu, jeden zdrój tak zwane źródło Kellera wyłącznie do rozsyłki; resztę zaś zdrojów do użytku kąpielnego obrócono. (...) Dostatek pomieszkań dla gości, potrzebę prześcigający, w licznych domach i willach, będących własnością węgierskiéj arystokracyi, tworzących 3 główne ulice w samym zakładzie, dochodzących do ogólnego placu czyli do głównéj promenady. Jego urządzenia balneotechniczne przestarzałe i zaniedbane."
W lipcu 1895 r. przez 3 tygodnie przebywała tu również Elżbieta Bawarska, żona cesarza Franciszka Józefa. Była bardzo zadowolona z pobytu i kuracji: z wdzięczności ofiarowała miejscowemu proboszczowi pierścień, który do dziś eksponowany jest w ratuszu. Jej pobyt upamiętnia postawiony w 1903 roku (5 lat po śmierci Elżbiety) brązowy pomnik cesarzowej, znajdujący się przed domem leczniczym "Alžbeta".

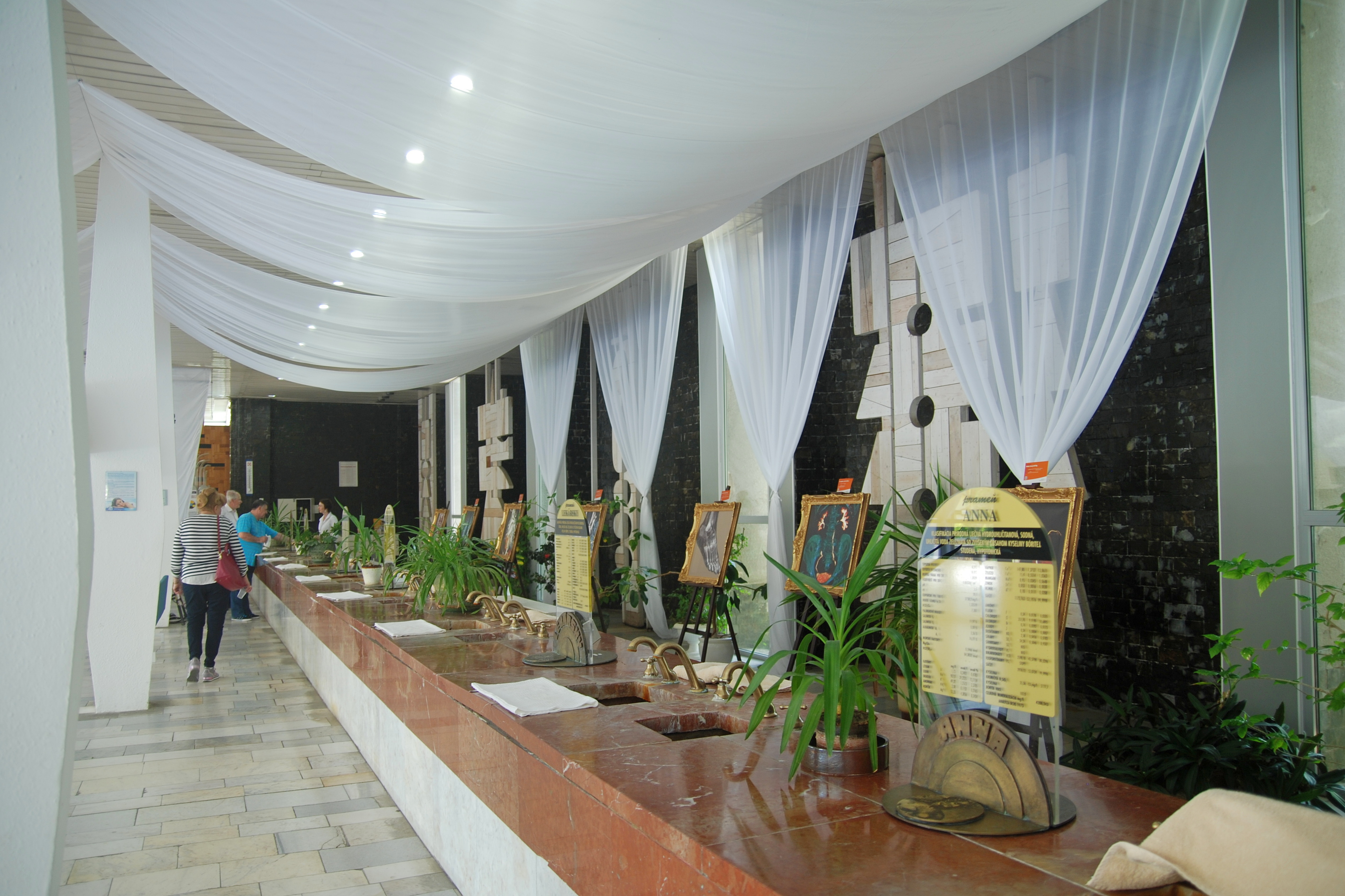
W pijalni wód mineralnych
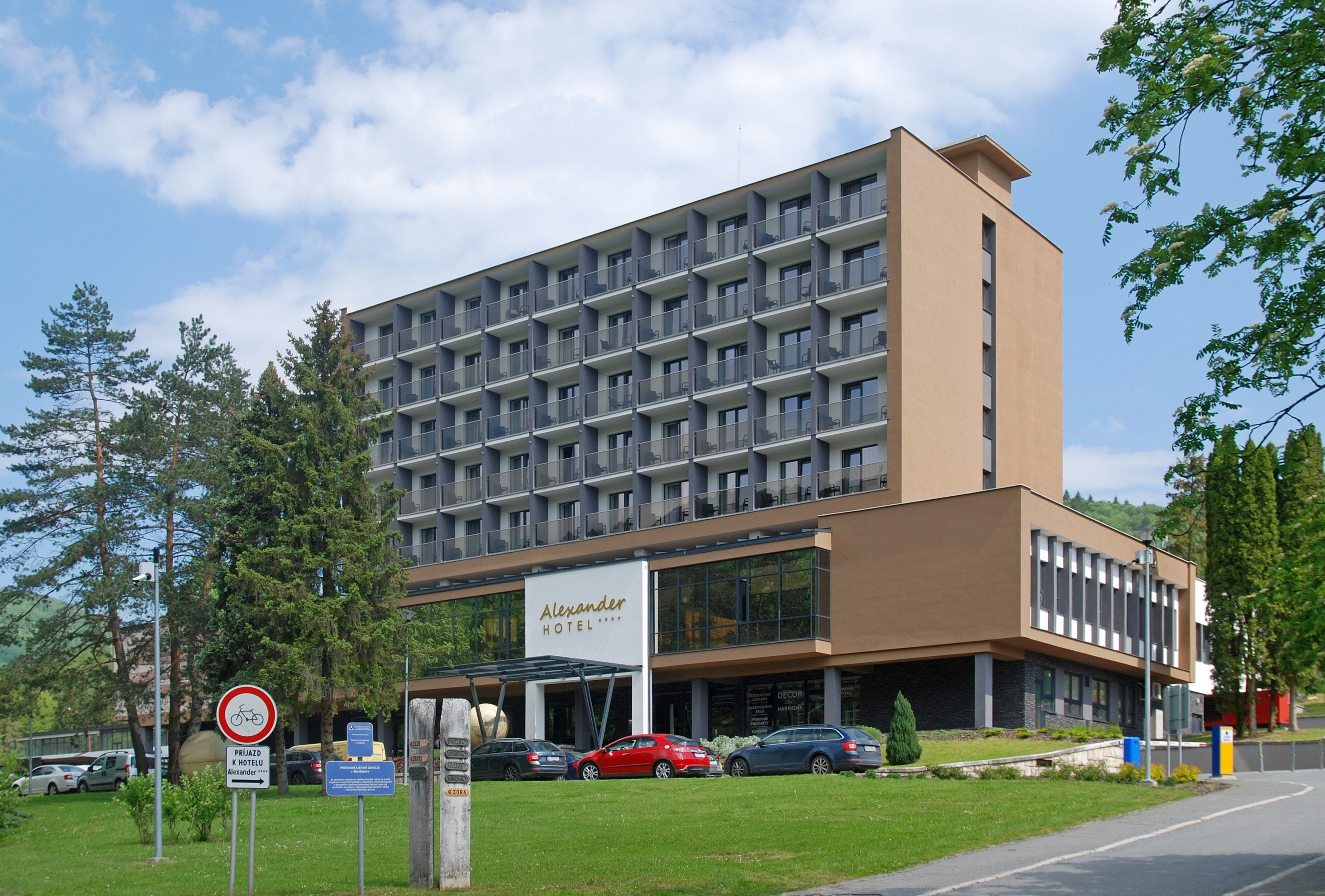
"Alexander"
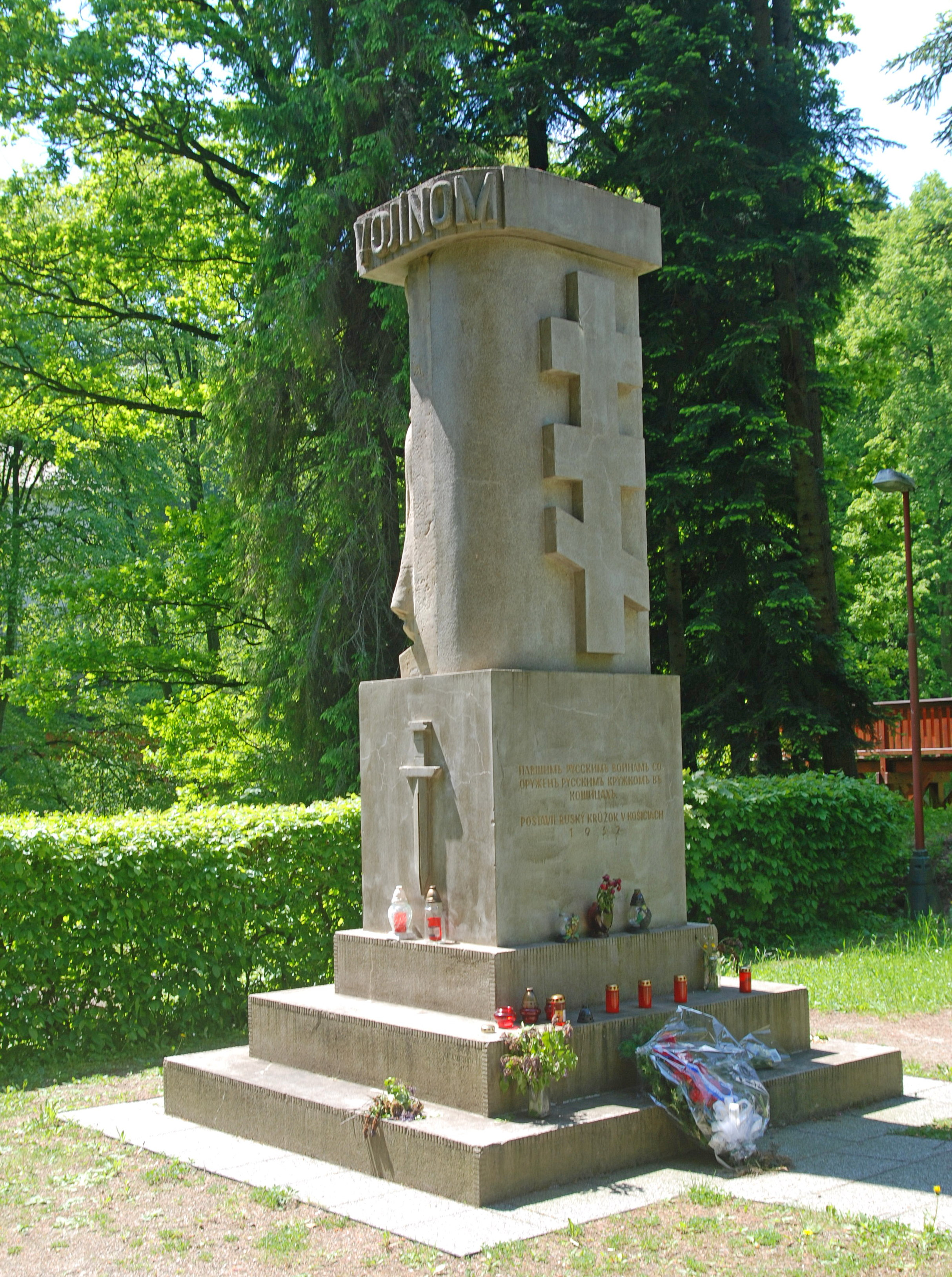
Park zdrojowy, zabytkowy pomnik

W 1913 roku w uzdrowisku było około 1600 pokojów gościnnych, kompletne wyposażenie lecznicze, bogata oferta kulturalna, pijalnie wód, korty tenisowe i punkt informacyjny w Budapeszcie. Wybuch I wojny światowej w środku sezonu, spowodował panikę wśród gościː w ciągu czterech dni uzdrowisko opustoszało. W czasie wojny, na terenie uzdrowiska stacjonowało wojsko austriacko-węgierskie i dopiero w 1929 dr. Mikołaj Atlasz wprowadził ofertę inhalacji, a w 1930 roku duża spółka podpisała z miastem umowę najmu na 30 lat, co zaowocowało m.in. umieszczeniem w przestrzeni uzdrowiska XVIII-wiecznej prawosławnej cerkwi drewnianej ze wsi Mikulaszowa oraz wybudowaniem amfiteatru na 2000 miejsc.
W czasie II wojny światowej, wojsko niemieckie urządziło na terenie uzdrowiska szpital.

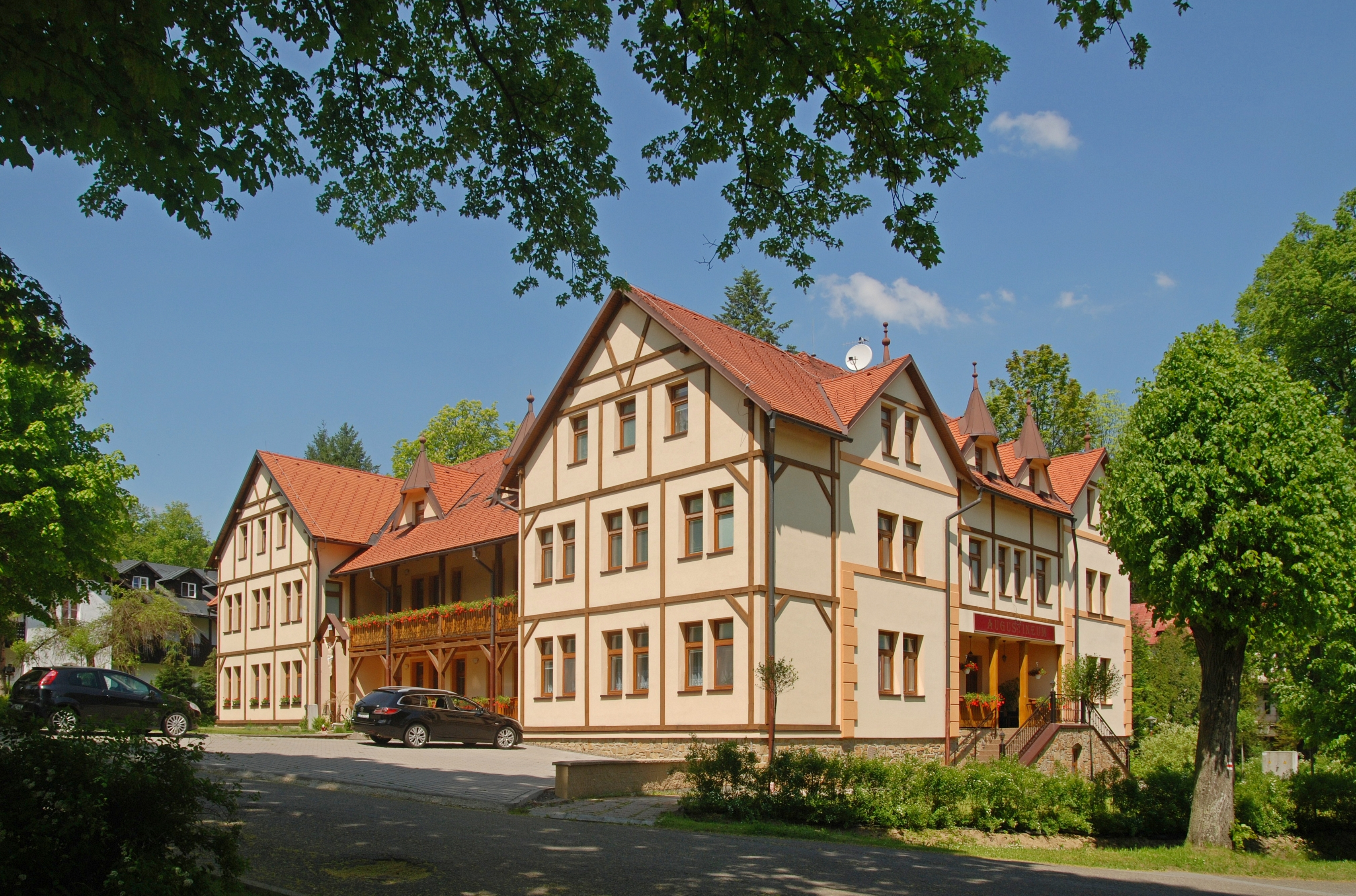
"Augustineum"
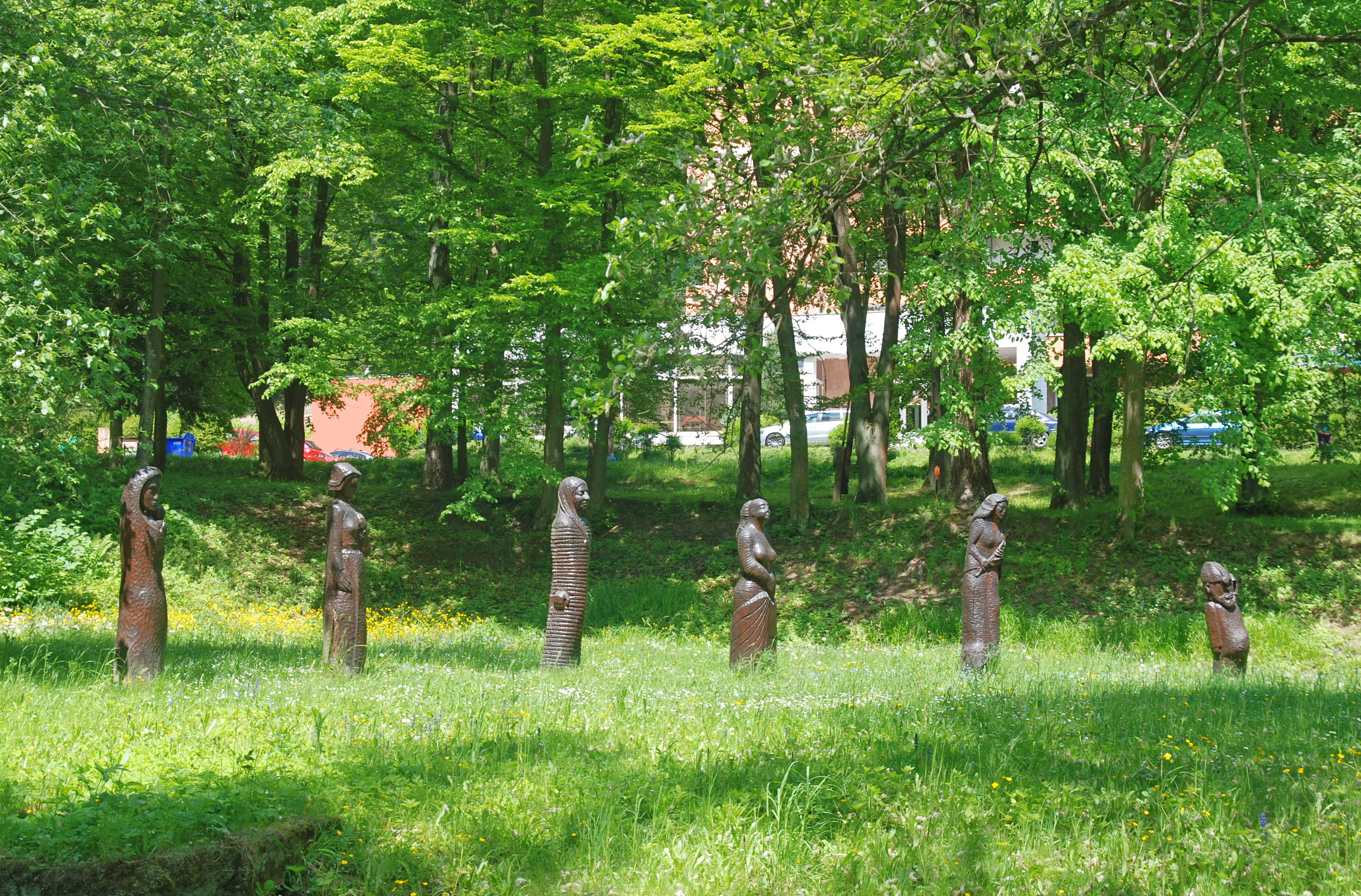
W parku zdrojowym
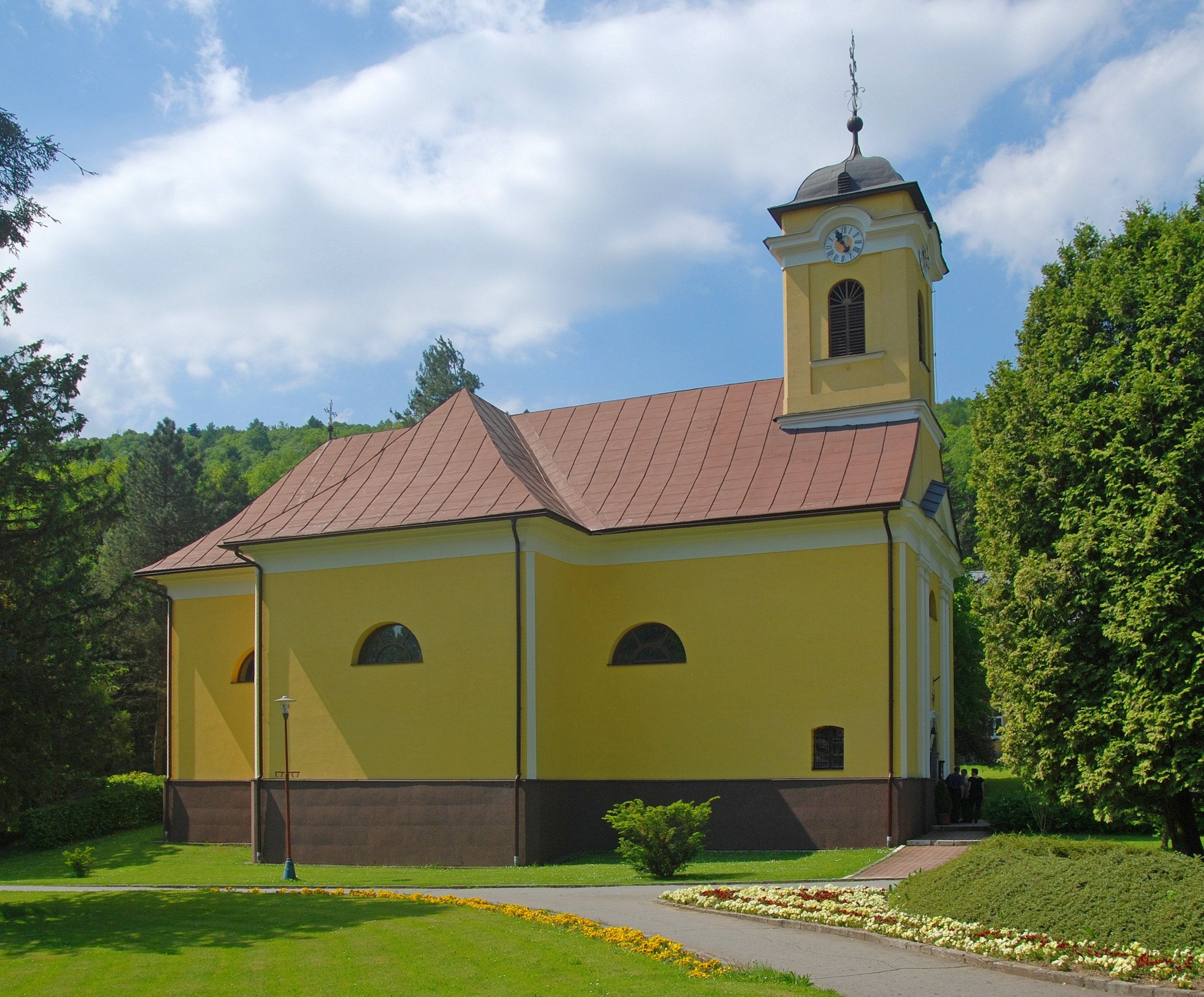
Kościół rzymskokatolicki

## Czasy obecne
Obecnie uzdrowisko posiada 2 źródła wód mineralnych stale dostępne w parku zdrojowym oraz dalszych 8 źródeł, wykorzystywanych w zespole leczniczo-balneologicznym i w ogólnodostępnej pijalni wód mineralnych. Leczy się tu głównie choroby przewodu pokarmowego i przemiany materii. W uzdrowisku znajduje się obecnie 29 budynków sanatoryjnych, 2 ogólnodostępne hotele ("Mier" i "Minerál") oraz szereg budowli zaplecza usługowego i kulturalnego. Funkcjonują dwa baseny kąpielowe i korty tenisowe. Wśród budowli znajduje się szeroko dawniej znany Hotel Astoria. Na terenie uzdrowiska znajduje się także Muzeum Architektury Ludowej (skansen) regionu Szarysz, będące oddziałem Muzeum Szaryskiego w Bardejowie.